# Ashes (Céline Dion)
Ashes è un singolo della cantante canadese Céline Dion pubblicato il 3 maggio 2018. Il brano fa parte della colonna sonora del film Deadpool 2 uscito nelle sale italiane il 15 maggio del medesimo anno.